# Carl Prantl
Carl Anton Eugen Prantl, född 10 september 1849 i München, död 24 februari 1893 i Breslau, var en tysk botaniker, son till Carl von Prantl.
Prantl var assistent hos Karl Wilhelm von Nägeli och Julius von Sachs, blev professor i botanik vid skogsskolan i Aschaffenburg 1876 och vid universitetet i Breslau 1889. Han var huvudsakligen systematiker inom fanerogamer och ormbunkar. Tillsammans med Adolf Engler påbörjade han 1887 utgivningen av det stort anlagda verket Die natürlichen Pflanzenfamilien nebst ihren Gattungen und wichtigeren Arten, i vilket Prantl före sin död medhann 13 växtfamiljer, däribland ranunkel- och korsblommiga växter.
Som kryptogamsystematiker var Prantl en förkämpe för anatomins och utvecklingshistoriens användning i systematikens tjänst; hans förnämsta arbeten i denna riktning är Untersuchungen zur Morphologie der Gefässkryptogamen (Hymenophyllaceen 1875, Schizæaceen 1881), Beiträge zur Systematik der Ophioglosseen (1884) och Das System der Farne (1892). Han utgav en till många språk översatt och även i Sverige använd lärobok (1874-91, åtta upplagor).
Auktorsnamnet Prantl kan användas för Carl Prantl i samband med ett vetenskapligt namn inom botaniken; se Wikipediaartiklar som länkar till auktorsnamnet.